# Ryszard Szurkowski
Ryszard Jan Szurkowski (Świebodów, 12 de enero de 1946-Radom, 1 de febrero de 2021) fue un ciclista polaco.

## Palmarés
| 1969 - Campeonato de Polonia en Ruta - Circuito de la Sarthe - 1 etapa de la Carrera de la Paz 1970 - Carrera de la Paz, más 3 etapas - 2 etapas de la Tour de Argelia - 1 etapa del Circuito de la Sarthe 1971 - Carrera de la Paz, más 2 etapas - Tour de Bulgaria, más 4 etapas - 2 etapas de la Tour de Argelia - 1 etapa del Gran Premio Guillermo Tell 1972 - Scottish Milk Race, más 2 etapas - 4 etapas de la Tour de Argelia - 3 etapas de la Carrera de la Paz - 2º en el Campeonato Olímpico en contrarreloj por equipos 1973 - Carrera de la Paz, más 3 etapas - Campeonato del mundo en contrarreloj por equipos - 3º en el Campeonato de Polonia Contrarreloj 1974 - Campeonato de Polonia en Ruta - Tour de Limousin - 1 etapa del Tour del Porvenir - 1 etapa de la Vuelta a Gran Bretaña | 1975 - Campeonato de Polonia en Ruta - Carrera de la Paz, más 1 etapa - 2 etapas de la Scottish Milk Race - 1 etapa del Circuito de la Sarthe - Campeón del mundo en contrarreloj por equipos 1976 - 3 etapas de la Vuelta a Gran Bretaña - 2º en el Campeonato Olímpico en contrarreloj por equipos 1977 - Tour de Turquía - 1 etapa de la Vuelta a Gran Bretaña - Dookoła Mazowsza 1978 - Campeonato de Polonia en Ruta - Dookoła Mazowsza 1979 - Tour de Egipto - Campeonato de Polonia en Ruta - 1 etapa de la Vuelta al Táchira 1981 - 1 etapa del Tour de Olympia |